# Isdes (bóstwo)
Isdes – staroegipskie bóstwo zmarłych, występujące w tekstach z okresu Średniego Państwa (Teksty Sarkofagów 27, 155, 349), w których władał Krainą Zachodnią i wydawał wyroki na zmarłych. W Księdze umarłych na równi z Thotem nazwany został „panem prawdy”.  W mitach ozyriańskich występował jako pomocnik Thota podczas ścigania Seta i jego zwolenników, co przyczyniło się do przekształcenia go w jedną z hipostaz boga Księżyca i mądrości. Isdes był opisywany i przedstawiany jako czarny pies, wskutek czego w czasach wpływów grecko-rzymskich został utożsamiony z Anubisem.